# 복음주의
복음주의(福音主義, 독일어: Evangelikalismus, 영어: evangelicalism)는 개신교회의 정체성을 나타내는 용어로 16세기 종교개혁 운동의 핵심 사상을 지칭하는 용어로 사용되었다. 현재도 많은 개신교 교단은 복음주의를 지향한다. 기독교에서 예수 그리스도의 복음은 초대교회부터 지금까지도 기독교의 핵심용어이다. 특별히 마르틴 루터의 종교개혁을 통하여 이 용어에서 활용되었다. 루터의 의 95개 조항은 성경 과 복음 전파가 교회의 관행보다 궁극적인 권위를 가지고 있다고 강조하였다. 현대 복음주의의 기원은 일반적으로 1738년으로 거슬러 올라가며, 경건주의와 급진적 경건 주의, 청교도주의, 퀘이커교, 모라비아교 (특히 니콜라우스 친첸도르프와 헤른후트의 그의 공동체를 포함하여 다양한 신학적 흐름이 그 기초에 기여했다. 주로 존 웨슬리와 다른 초기 감리교도들이 제1차 대각성 동안 이 새로운 운동을 촉발한 근원이었다. 오늘날 복음주의자들은 특정 교파에 속하지 않고 전 세계의 여러 교파와 많은 개신교 교파에 걸쳐 발견된다. 복음주의 개신교 운동의 지도자와 주요 인물로는 니콜라우스 친젠도르프, 조지 폭스, 존 웨슬리, 조지 휫필드, 조나단 에드워즈, 빌리 그레이엄, 빌 브라이트, 헤롤드 옥켄가, 구디나 툼사, 존 스토트, 프란시스코 올라자발, 윌리엄 J. 세이무어, 마틴 로이드 존스가 있다. 복음주의는 19세기, 20세기, 21세기 초에 더 멀리 퍼지기 전에 영국권 에서 오랫동안 존재해 왔다. 이 운동은 18세기와 19세기에 미국에서 대각성 운동과 영국의 종교 개혁으로 상당한 추진력을 얻었다. 2016년 현재 전 세계 복음주의자는 약 6억 1,900만 명으로 추산되는데, 이는 4명의 기독교인 중 1명이 복음주의자로 분류된다는 것을 의미한다.  미국은 세계에서 복음주의자의 비중이 가장 높다. 미국 복음주의자는 국가 인구의 4분의 1이며 단일 종교 집단 중 가장크다.

## 용어
복음주의라는 단어는 '복음'(gospel) 또는 '좋은 소식'(good news)을 뜻하는 그리스어에 어원을 두고 있다. 유앙겔리온(εὐαγγέλιον)은 '좋은'(eu), 천사(angel)의 어간 엔젤로스 '메신저, 천사'(angelos), 그리고 중성 접미사 -ion에서 유래했습니다. 영국 중세 시대에는 이 용어가 의미적으로 확장되어 메시지뿐만 아니라 그 메시지를 담고 있는 신약성경, 즉 더 구체적으로 예수의 삶과 죽음, 부활을 묘사하는 복음서를 포함하게 되었다. 영어로 복음주의(evangelical)가 처음 사용된 것은 1531년 윌리엄 틴들이 "그는 복음적 진리 안에서 끊임없이 나아가도록 권면합니다"라고 썼을 때였다. 1 년 후, 토마스 모어 그가 "틴데일 [그리고] 그의 복음주의 형제 반스(Barns)에 대해 말할 때 신학적 구별과 관련하여 가장 초기에 기록된 것을 사용하여 썼다.
복음주의는 16세기부터 개신교회의 사상으로 정의되었고, 복음주의는 서방기독교의 새로운 전통으로 형성되어 개신교 신학의 뿌리가 되는 사상이다. 따라서 개신교회 교파는 모두 복음, 복음주의를 강조하는 교파들이다. 그러나 현재는 사용하는 입장에 따라 전혀 다른 뜻으로 사용되는 단어가 되었으며 사용과 의미 확인에 주의해야 하는 단어가 되었다.
18세기 들어서면서, 개신교 내부에서 개신교 정통주의 신학의 한계를 극복하고 한 근대 신학이 등장하였다. 개신교 신학의 주류 신학적 흐름으로 근대 신학과 이를 대적한 반동적 보수 신학 계열에서는 자신들만이 복음주의 신학이라고 주장하며, 신학 계열의 구분을 위해 18세기 이전과 다른 용례로 사용되기 시작했다. 19세기부터 '광의적(廣義的) 복음주의'(전통적 복음주의, 근대 신학과 현대 신학 계열을 포함)와 '협의적(狹義的) 복음주의'(반동적 복음주의로 근본주의와 신복음주의로 구분됨, 근대 신학에 반동적인 보수신학 계열)가 구분되었다. 16세기 등장한 '전통적 복음주의'는 광의적 복음주의 의미로 모든 개신교 전체의 신학사상을 지칭한다. 19세기 이후 영미 지역에서 흔히 사용되는 '반동적 복음주의'는 '근본주의'와 '신복음주의'의 협의적 복음주의 로 영어권의 보수적 신학사상을 지칭한다.
보수적 신학 계열에서 자신을 '복음주의'로 칭하고, 전통적 복음주의인 진보 및 온건 신학 계열을 '자유주의'로 칭하는 과정에서 보수적 신학을 가리키는 용어로도 사용된다. 이러한 보수적 신학을 흔히 '근본주의'나 '신복음주의'라고 부르며 포괄하는 용어로는 반동적 복음주의라고 한다.
21세기 현재, '복음주의' 단어는 광의적 의미인지 협의적 의미인지 구분해야 하는 용어가 되었다. 이러한 신학 흐름은 20세기 들어서면서 전통적 복음주의인 광의적 복음주의를 따르는 에큐메니칼 지지자들과 개신교 보수주의인 협의적 복음주의(신복음주의와 기독교 근본주의)를 따르는 로잔 언약 지지자들로 구분되는 결과가 나타났다.

## 개요

### 종교개혁
16세기, 서유럽의 유일한 교회였던 서방교회에서 10세기 교회내 창부정치부터 메디치 가문과 타가문의 교회 치리권 쟁탈, 이탈리아 통일 관련된 정치 야합, 민족별 차별적인 종교세금, 교권 보호 장치로서 교리 주장 등 누적된 교회내 적폐를 개혁하고자, 종교개혁, 즉 서방교회 개혁 운동이 발생하였다. 이 문제들 중 서방교회의 권력 제도가 가장 큰 문제점이었다. 서방교회의 종교적 개혁의 '찬성파'가 성경을 바탕으로 하는 '복음중심주의'를 지지하는 이들이었고, 종교개혁 '반대파'는 '교황중심주의'를 지지하는 이들이었다.
결국 서방교회는 정치적 이해관계와 민족적 배경으로 인해 개혁 찬성파인 '개신교회'와 개혁 반대파인 '천주교회'로 나뉘게 되었다. 서방교회의 종교개혁 찬성파는 자신들을 표현하는 단어로 '복음주의자'를 더 선호했고, 이 용어는 개신교 전체의 사상을 지칭하는 용어로 사용했다. 이런 의미는 아직도 영국과 미국을 제외한 유럽과 그 문화권에서는 강하게 사용된다. 독일 개신교 연합의 명칭은 독일 복음주의 교회(독일어: Evangelische Kirche in Deutchland 에방겔리셰 키르헤 인 도이칠란트[*], EKD)이다. 프랑스에서도 복음주의 교회(프랑스어: Églises évangéliques 에글리즈 에방젤리크[*])는 개신교를 일컫는다. 전통적으로 개신교회를 정의하는 용어로 복음주의를 사용하며, 개신교 내부의 모든 교단은 '복음주의'임을 밝힌다.

### 근대 개신교 신학과 그에 대한 반동사상
19세기에 오면서 유럽 독일과 프랑스를 중심으로 하는 유럽 개신교 신학이 근대주의를 지향하며 발전하였고, 유럽 신학을 수용해야 했던 영국, 미국의 신학계에서 유럽 근대주의와 다른 보수적 신학 운동이 나타났다. 개신교 신학에서 20세기 초 신학적 대립이 나타났다. 유럽의 진보적, 온건적 신학계열 사상과 이를 수용한 영미의 온건적 기독교 개신교 사상의 신학 계열과 이를 거부한 영미의 보수적 개신교 신학 계열이 대두되었다. 이 둘은 개신교회의 정체성인 복음주의를 강조하였으나, 영미의 보수적 성서문자주의적 기독교 개신교 개열이 진보 온건 신학적 사상에 대립하며 복음주의를 강조하며 자칭하였다. 이는 영미 보수주의 신학 자신만이 정통 개신교 신학이며, 다른 온건적 입장이나 진보적 입장은 기독교 개신교가 아니라는 의미를 반영하였다. 이 보수적 신학 계열의 복음주의 용어를 '전통 복음주의'와 구별하여 '반동적 복음주의'라고 구분한다.
전통적 복음주의는 여전히 개신교 전체의 신학사상을 의미하나, 19세기와 20세기 초 영어권의 보수적 신학인 '반동적 복음주의'의 등장으로 복음주의 용어는 다중적 의미를 지니게 되었다. 전통적 복음주의는 "광의적 복음주의"로 여전히 유럽과 동남아시아, 인도, 아프리카, 미주 지역에서 기독교 개신교회를 의미하는 용어로 사용된다. 영어권 지역에서는 "협의적 복음주의", 즉 보수적 개신교회 교단들의 사상인 신복음주의를 흔히 '복음주의' 칭하여  보수적 개신교회, 즉 보수적 복음주의를 의미한다. 영미의 반동적 복음주의자들은 20세기 들어 점차 분화하여 보수와 극보수적 신학 견지가 나타났고, 보수 사상을 '신복음주의'와 극보수적 사상을 '근본주의'로 지칭하여 사용된다. 사회와 진보, 온건적 교단과의 교류를 지향하는 보수적인 이들은 21세기 현재 '신복음주의자'로 칭하며, 사회와  다른 교단과의 단절을 지향하는 극보수적 복음주의자들은 '근본주의자'라고 칭한다.
그러나 개신교에서는 진보나 온건이나, 보수나 극보수 개신교회나 자신들을 단순히 '복음주의'자라고 자칭하므로, 그  의미가 영어권에서 구분하기 어려워졌고, 영어권에서는 기독교계의 특정한 사상 경향을 가리키는 말로서 그 정확한 정의에 대해서는 신학계에서도 논문마다 정의를 달리하여 중론을 찾기 어려운 모습을 보이기도 한다. 그 원인으로는 복음주의의 영어 단어에 해당하는 'evangelical' 또는 비슷한 라틴어 파생 단어들이 서구에서 역사적으로 여러 가지 의미로 쓰였고(아래 용어 사용 참조), 복음이라는 용어가 사상적 배경에 따라 다양하게 해석되어 복음주의의 의미도 다르게 해석되기 때문이다.

### 영어권
영어권에서는 복음주의 용어는 유럽이나 다른 대륙 지역과 달리 개신교 전체를 지칭하는 용어보다는 반동적 복음주의인 근본주의자나, 신복음주의자들이 사용하는 협의적 복음주의, 즉 보수 또는 극보수적 개신교 사상을 지칭하곤 한다.

## 용어 사용

### 용어의 용례
복음주의는 16세기 이후부터 개신교회 전체를 칭하던 용어로 사용되었다. 17세기에 형성된 개신교 정통주의 신학 풍토에서 자유주의 신학이 등장하면서 의미가 다양해졌다.
16세기 종교개혁 전통을 따르는 대부분의 개신교 교회도 '복음주의' 교회라고 하며, 극보수적 기독교 근본주의 교단 교회도 스스로 '복음주의' 교회라고 하고, 보수적 신복음주의 교단 교회도 '복음주의' 교회라고 한다. 이들 교회 모두는 개신교의 틀 안에 있으므로 모두 복음주의 교회라고 말할 수 있다. 그러나 각 세 교회의 신학이 정의하고 주장하는 복음주의 의미는 매우 큰 차이가 있다.
18세기 이후 인간의 감성과 이성을 강조하는 유럽의 복음주의 교회 즉 개신교 내에서 자유주의 신학이 개신교 뿐만 아니라 전체 기독교에 영향을 미치기 시작하였다. 개신교의 자유주의 신학을 복음적이지 않으므로 개신교 정통주의 신학이 아니라고 주장하는 자유주의 신학의 반동 세력들이 등장하며 '반동적 복음주의'가 등장하게 된다. 이 반동세력이 자신을 진정한 개신교회 정신인 복음주의 정신을 이어받았다고 주장하였고, 자신들은 복음주의자라고 자칭하였다. 이들을 초기에는 '근본주의자'들로 구분하였다.
개신교회의 정통 복음주의와 구별하기 위해 반동적 복음주의자들을 현재는 근본주의자와 신복음주의자라고 학술적으로 구별한다. 자유주의 신학 반대 세력인 반동적 복음주의자들 중에서 급진주의자는 자유주의 신학 영항하의 교회들과 분리를 주장하였고, 이러한 '분리적 보수주의자'의 등장 이후 분리를 반대하는 '온건적 보수주의자'들과 나뉘었다. 반동적 복음주의에서 분리적 보수주의자인 '급진적 복음주의자'(급진적 보수주의 신학 계열)들은 흔히 근본주의자로 불리며, 온건적 보수주의자 쪽을 '신복음주의(Neo-Evangelical)'라고 구별하여 부르곤 했다. 현재는 보수적인 반동적 복음주의에서 급진적인 분리적 보수주의 영향에 있는 쪽을 '근본주의', 그리고 온건적 보수주의 영향에 있는 쪽을 '신복음주의'라고 부른다. 그러나 아직도, 특히 영어권 미주 지역과 그 영향을 받은 한국 기독교 매체에서, 근본주의와 신복음주의를 구분하지 않고 복음주의라고 칭하는 경우가 있어서 용어 사용 및 의미 파악에 주의를 요한다.

### 영어권에서의 용어 사용
영어로는 복음주의를 '에반젤리컬리즘'(evangelicalism)이라고 하는데, 이 용어가 서구에서는 역사적으로 다양한 의미로 쓰여 왔다. 한국에서는 이것이 역사적 구별 없이 무분별하게 '복음주의'로 번역되어 평신도나 소위 복음주의 학원선교단체라고 주장하는 대학생 선교단체 사이에서는 복음주의라는 말이 모호하게 쓰이고 있다. 그러나 한국 뿐만 아니라 영미권 평신도 사이에서도 '복음주의(evangelical)'라는 말이 대부분 사도신조, 니케아 신조, 칼케돈 신조 등의 신조(Creed, 신앙고백)들을 통해 고백되고 복음을 중심으로 하는 개신교의 전통적인 노선을 따르는 '정통주의'(Orthodoxy) 개신교회 정도의 뜻으로 쓰인다. 하지만 특별한 목적이 있는 사람들이 자신들의 정통성을 내세우는 데 무분별하게 사용하고 있는 실정이므로 그 의미 파악에 주의를 요한다. (자신이 갖고 있는 신앙적 색채를 정당화하기 위해 자신도 복음주의자이며 과거 유명한 사람들 또한 복음주의자였다는 식의 이름 붙이기가 진행되는 것을 발견할 수 있다.)
1. 유럽 대륙에서는 여전히 광의적인 복음주의 의미로 사용된다. 16세기 서방교회를 개혁하려는 신학운동인 종교개혁 이후 개신교 신자들을, 특히 루터교회 신자들을 복음주의적 신자들, 독일어로는 에방겔리셰(독일어: Evangelische)이라고 부르기 시작하여, 오늘날엔 개신교회 전체를 두루 일컫는 말로 쓰이고 있다.[3][4]
2. 미국에서는 18세기 대각성 운동 이후 그 명맥을 이어오는 보수주의적 기독교 운동을 "evangelicalism"이라고 부르고 있으며, 자유주의 신학과 대립한 소위 기독교 온건 보수파 내지 기독교 근본주의를 일컫기도 한다. 전통적인 복음주의와 구별하기 위해서 신복음주의로 부르기도 한다.

지금도 이상과 같은 역사적 영향으로 인해 영어권에서는 복음주의라는 말은 모호하게 쓰이고 있다. 예를 들어 미국의 복음주의 정통교회(Evangelical Orthodox Church) 교파는 자신들이 18세기 미국 개신교 부흥운동인 대각성 운동의 정신을 이었다는 뜻으로 'Evangelical'이라는 수식어를 붙였다. 그러나 미국 복음주의 루터교회(Evangelical Lutheran Church in America)의 복음주의는 16세기 종교개혁의 신앙전통에 따라, 단순히 개신교회라는 의미로 쓴다. 그러므로 서구에서 쓰이는 복음주의(evangelical)이라는 말을 무조건 복음주의로 번역해서는 안 된다. 정확한 의미 사용을 위해 종교개혁 전통은 복음주의로, 그 외의 기독교 운동에 사용되었을 때는 근본주의나 신복음주의 등으로 구분하여 번역해야 한다. 개신교의 복음주의 정확한 범주에 대해서는 논란중이며, 종파에 따라 신학적 입장이 각기 달라 전통적 복음주의 기준을 명확화하기 위한 과정중에 있다고 하겠다.

## 역사

### 근대의 복음주의 운동
전통적 복음주의 부흥 운동과 신학운동의 뿌리는 18세기 미국에서의 대각성 운동과 영국에서의 감리교 운동에서 발견할 수 있다. 영국의 복음주의 기독교인들은
- 그리스도인의 회심을 통한 그리스도와의 개인적인 교제
- 기독교 정신에 따른, 엄밀하게 말하면 기독교 인도주의에 따른 사회 정의 실천

등을 강조했다는 특징이 있다.

#### 존 웨슬리의 감리교 운동
18세기 영국에서는 감리교 창시자이자 잉글랜드 성공회 사제인 존 웨슬리(Reverend John Wesley)가 민중들에게 직접 복음을 전하는 감리교 운동을 하였는데, 감리교 운동(Methodist Movement)은 영국에 큰 사회적 영향을 미쳤다. 당시 영국사회에서는 자본가들의 노동자에 대한 착취와 아동노동, 노예제도등의 많은 사회구조악이 있었는데, 존 웨슬리는 기독교인의 사회참여를 강조함으로써 영국사회와 교회에 영향을 주었다. 그리스도 신앙을 사회적으로 이해한 존 웨슬리의 신학은 공교회(보편교회) 전통에 따른 예배와 기도, 성서묵상, 성만찬에 기반을 두고 있다. 기독교의 정통적 복음주의를 되살리기 위한 노력이었으며, 공교회적 사상을 실천하기 위한 노력이었다. 이렇듯 근대 복음주의 기독교인들은 예배와 성례전에 기반을 둔 영성과 신학을 근거로 하여 활발한 사회참여를 함으로써 사회에 많은 영향을 주었으나, 사회복음주의 등의 활동을 배경으로 하는 신학적 입장도 함께 지녔다.

#### 사회개혁
존 벤 신부(Rev.John Venn), 국회의원이자 노예해방운동을 지도한 윌리엄 윌버포스, 노동자 자녀들을 위해서 주일학교를 설립한 로버트 레이크스, 개신교에도 순회설교자이며 감리교 운동의 지도자로 널리 알려져 있는 조지 휘트필드 신부 등의 성공회 신자들과 사제들은 활발한 사회참여를 하였다. 이 중에서 윌리엄 윌버포스와 로버트 레이크스는 존 벤 신부의 영향을 받았다. 이들은 노예해방운동, 동물을 오락에 사용하는(예를 들면 황소를 사냥개가 괴롭혀서 죽이는 오락)동물학대, 주일학교 설립을 통한 노동자 계급 어린이들의 인권운동, 교도소 환경개선을 통한 재소자 인권향상등의 사회개혁을 하여 성인들의 당(영어: Party of Saints)이라고 불릴만큼 영국 사회의 윤리를 새롭게 하였다. 이러한 성공회 신자들의 사회참여는 하나님의 나라의 도래를 믿는 종말론적인 신앙을 갖고 있었기 때문으로 근대 성공회 교인들은 사회개혁운동으로 그리스도가 세상에 올 그 날에 대비하고자 하였다. 하지만 근대 복음주의적 성공회 신자들의 사회참여에 대해 사회의 구조적 개혁이 아닌 부분적 개혁에 지나지 않는다는 즉, 보수적인 사회개혁이었다는 비판도 있다. 이를테면 노예해방운동으로 유명한 성공회 복음주의자(Anglican-Evangelicals)인 윌리엄 윌버포스와 그의 동료들중 하나였던 에드먼드 버크는 프랑스 혁명의 영향으로 민중들이 프랑스 혁명의 정신인 자유, 평등, 박애에 관심을 갖는 것을 걱정하였다. 윌버포스와 버크는 민중들을 어리석고 천박한 그래서 영도자의 지도로 계몽되어야 할 자들로 여기는 보수적인 사고를 갖고 있었기에, 민중들이 평등사상에 근거하여 참정권을 행사하는 민주주의를 위험하게 여겼던 것이다.

#### 노동자 연대
성공회 주교인 존 찰스 라일 주교는 노동자들과 연대를 하였는데, 리버풀 교구에서 주교로서 인생의 마지막 목회를 할 때에 노동자를 가난한 이웃을 뜻하는 말로 이해하여 존중했으며, 노동자들과 같이 감사성찬례를 집전하였다. 라일 주교는 옥스퍼드 대학교에서 고전학을 전공한 지식인이었지만, 설교를 할 때에 쓴 문장을 알아듣기 쉬운 말로 했기 때문에(실제 복있는 사람에서 펴낸 《J.C 라일》의 부록1에 수록된 설교문은 읽기가 매우 쉽게 서술을 한 문장이다.), 스코틀랜드에서 온 노동자가 "주교님이 하시는 말씀을 알아듣겠다."라고 말했다고 한다.(1881년 성 너새니얼 교회) 그래서 노동자들도 라일 주교를 존중하여, 전도구에서 가까운 탄광에서 라일 주교가 감사성찬례를 집전하러 오신 날에 환대를 하였다. 라일 주교는 노동자들의 복지에도 관심이 많아서, 웨슬리 감리교 협회에서 노동자들이 이용할 수 있는 숙소를 운영할 때에 협조를 했다.

#### 대각성 운동
미국의 대각성 운동에는 감리교 감독목사인 프란시스 애즈버리와 장로교 목사인 조나단 에드워즈가 주요 인물로 활동했다.

#### 구세군 운동,사회복음주의
감리교 목사였던 윌리엄 부스와 그의 아내 캐서린 부스는 구세군을 창시하여 개인과 사회의 균형을 맞추려는 노력을 사회봉사로 실천하였다. 그리스도 신앙으로 하나님과 올바른 관계를 맺어가는 개인구원과 사회구원(기독교인의 사회참여)을 모두 강조하는 일부 복음주의 기독교인들은 앞으로 도래할 하나님 나라의 윤리성을 강조하면서 그리스도인의 신앙실천을 주장하는 사회복음주의(Social Gospel)을 주장하기도 하였으며, 사회복음주의자이자 미국의 조합교회 목사인 찰스 셸던은 레이몬드라는 미국 철도도시를 배경으로 한 기독교 소설인《예수님이라면 어떻게 했을까》에서 미국 기독교인들의 이기적인 신앙을 비판하였다.

### 현대 반동적 복음주의의 정립
근대적 개신교 신학의 발전과 주장에 대한 반동적 반응으로 등장한 개신교 신학적 흐름이다. 전통적 개신교 신학 흐름에 계몽주의 사상을 수용한 것에 대해 반발하였다. 특히 계몽주의를 중요시한 18세기의 자유주의 신학을 적대시까지 하였고, 계몽주의를 수용한 다른 신학적 사상도 자유주의라고 폄훼하였다.
근대 서구교회에서 18세기에 계몽주의 영향을 받은  자유주의 신학이 교회 내에서 신학적 흐름의 일부로 등장하자,  이에 대한 반동 세력이 뚜렷이 정립되기 시작했고, 비로소 '반동적 복음주의'(협의적 복음주의)라는 조류가 정립되었다. 근대의 복음주의는 위에서 서술한 18세기 대각성 운동 내지 감리교 운동의 정신을 다시 살리고 지키려는 경향을 보이는 부흥 운동이였던 반면, 영어권에서 자유주의 신학의 영향을 거부한 나온 세력들은 소위 '반동적 복음주의', 즉 기독교 근본주의로 등장하였다. 기존 개신교와 분리는 지나친 것이라 생각하며 근본주의의 폐쇄성과 주관적인 잣대와 판단에 반대하는 세력들은 신복음주의자들이라고도 불린다. 하지만, '신복음주의'는 신복음주의자들이 근본주의자들로부터 자신들을 구분하기 위해서 생긴 용어로 주로 학술적으로 사용하고 일상적으로는 잘 사용하지 않는다.

#### 반동적 복음주의 구분
반동적 복음주의는 크게 급진적이고 분리주의인 기독교 '근본주의'와 온건적인 '신복음주의'로 나뉜다.

##### 근본주의
'근본주의'(Fundamentalism)는 영어권 지역에 1850년대 유럽에서 들어오기 시작한 자유주의 신학에 반발하여 기독교의 보수적 신앙을 지키고자 하는 운동이 특히 미국 개신교회를 중심으로 일어났다. 근대적 성서 신학에서는 전통적 종교개혁 사상에 따라 성서의 많은 부분 특히 창조와 기적에 관한 기록을 기록 당시 기록자와 독자의 문화적 배경을 고려하여 이해하고자 하는 역사적 성경해석을 바탕으로 발전하였다. 이에 반하여 근본주의 신학에서는 성서는 그 글자까지도 하나님의 영감에 의해서 기록되었다는 극단적 알레고리 성경해석과 극단적 성경무오설인 축자영감설을 주장하였다. 즉, 성서는 종교적 가치를 넘어 과학이나 공학에 적용하도록 정확하고 오류가 없으며, 역사와 과학적 사실을 담고 있다고 해석한 것이다. 그 실례로 한국교회에는 구약성서의 창조이야기를 과학적 사실로 해석하여, 진화와 같은 과학적 사실들을 부정하고 의사과학을 주장하는 창조과학회라는 의사과학 단체가 있기도 하다. 근대적 성경신학에서 예수의 가르침과 부활을 인류가 따를 구원이며, 동시에 도덕적인 기준으로 접근하였으나, 근본주의자들은 예수는 하나님이며, 인류를 위해 희생하고, 육체적으로 부활을 초자연적 구원으로 강조하였다. 근본주의자들은 축자영감설에 뿌리를 둔 성서 이해에 따라, 성서를 문자 그대로 해석하기 때문에, 자신들을 '성경을 믿는 기독교인'(bible believing Christian)이라고 표현한다. 근본주의라는 말은 1915년 근본주의자들이 자신들의 신앙변증서인 '근본'을 출판하면서 붙여진 이름이다.

##### 신복음주의
'신복음주의'는 신복음주의는 현재 복음주의 운동으로 불리는 기독교내 개신교 보수주의 신학운동이며, 사회문제에 관심이 없는 기독교 근본주의를 논박한 복음주의 신학자 칼 헨리의 저서 《복음주의자의 불편한 양심(The Uneasy Conscience of Modern Fundamentalism)》(1947년 작)의 영향으로 등장한 것으로 알려져 있다. 신복음주의자들은 자신들을 새로운 복음주의(신복음주의,Neo-Evangelical)이라고 불렀으며, 1942년 NAE(Neo-Evangelical Association,전미 복음주의자 협의회)를 결성하여 단결하였다. 즉, 신복음주의자들은 자신들을 근본주의자들과 구별짓기 위해 한시적으로 "신복음주의자"라고 했으나, 1970년대 후반부터 이들을 편의상 '복음주의자'라 자칭한다. 신복음주의의 특징을 요약하자면 다음과 같다.
- 기독교 정신에 사회 참여를 강조하고[16][17]
- 믿음으로 인한 구원과 성서의 하나님의 말씀으로서의 권위를 강조하는 것이 기독교의 핵심이라는 신념 아래[18]
- 선교를 위해서 성서의 가르침이 다양한 모습을 취할 수 있다고 믿는다.
- 또한 다른 종교인들에게 복음을 전할 때 예의를 갖춰야 한다는 온건한 종교신학을 취하며,[19] 믿음을 통한 구원을 인정한다면 복음주의자가 로마 가톨릭이나 소위 진보적인 그리스도인과도 대화할 수 있다고 본다.

신복음주의의 중요한 사건으로는 전미 복음주의자 협의회(NAE)설립(1942년)과 1974년로잔 회의개최가 꼽힌다. 로잔회의는 1974년 스위스 로잔에서 열린 제1차 세계 복음화 대회로, 대회 당시 성공회 신부인 존 스토트신부가 초고 위원장으로 참여한 로잔 언약이 작성되었다. 로잔 언약은 복음주의자들의 고백 또는 선언으로써 받아들여지는 문서로서, 성서의 하나님의 말씀으로서의 권위, 빈곤퇴치등의 사회참여, 복음화 운동을 모두 중요하게 생각하고 있다. 1950년대 미국 기독교계에서는 신 복음주의자들에 의해 대학생선교회(CCC)등의 학원선교단체 설립과 문서선교가 시작되었다.

## 복음주의의 특징

### 복음주의의 사회적 정의
영국의 사학자 데이빗 베빙턴(David Bebbington)이 제안한 복음주의의 네 가지 특색은 다음과 같다. 이는 '베빙턴의 사각형'이라고 알려져 있다.
1. 회심주의(conversionism) - 성령에 의한 회심 ("중생", "거듭남", "새로남" 또는 "구원") 경험을 강조한다.
2. 성서주의(biblicism) - 성경 또는 성서를 하나님의 말씀으로서 유일한(only) 또는 일차적(primary) 권위로 본다.
3. 행동주의(activism) - 문서선교나 해외선교등의 선교 활동을 강조한다.
4. 십자가주의(crucicentrism) - 예수의 십자가에서의 희생을 구원의 유일한 근거로 본다.

영국의 복음주의 선교학자 패트릭 존스턴도 복음주의에 대해서 비슷한 정의를 하고 있다.
1. 예수를 믿는 믿음으로 구원 받는다.
2. 성령에 의한 개인적인 믿음과 회심으로 거듭난다.
3. 믿음과 그리스도인의 삶의 기초는 하나님의 말씀인 성서이다.
4. 성서적인 설교와 전도에 헌신하여 사람들을 그리스도 안의 믿음으로 이끈다.[21]

영국 잉글랜드 성공회 사제인 존 스토트(Rev. John Stott)의 설교를 보면 복음주의의 특징이 다음과 같이 드러난다.
1. 복음주의 교회는 폭력, 독재, 가난 등 세계의 여러 문제들에 대해 관심을 가져야 한다.
2. 예수 그리스도는 하나님과 사람을 잇는 유일한 중재자이시다.(종교다원주의에 대한 부정)
3. 예수 그리스도의 죽음은 대속적인 죽음이다.
4. 일부 복음주의 교회들은 학문을 무가치한 것으로 여기는 반(反)지성주의를 극복해야 한다.

영국 잉글랜드 성공회 사제인 앨리스터 맥그래스(Rev. Alister Mcgrath)는 복음주의의 특징을 다음과 같이 보고 있다.
1. 성서의 권위를 강조하여 성서공부, 성서묵상등을 중요하게 생각한다.
2. 예수의 십자가를 강조한다. 우리의 구원을 위한 예수의 죽음을 강조하는 것이다.
3. 성령에 의한 개인의 회심의 필요성을 강조한다.
4. 헌신적인 복음전파[23]

대한민국의 장로교회 신학자 정성욱교수는 복음주의의 특징을 다음과 같이 말한다.
1. 성경을 하나님께서 예언자들을 통해 자신을 드러내신 그분의 말씀으로 믿는다.
2. 구약성경을 예수 그리스도를 예견한 원(原)복음으로 믿는다.
3. 성서비평학을 성서해석방법론으로써 비판적으로 받아들일 수 있다.

### 복음주의의 종류
근래에 '복음주의'라는 단어가 큰 조류를 일으킨 것은 1950년대 이후 신복음주의 운동을 통해서인데, '신복음주의자'라는 말은 역사적인 정황 속에서만 잠시 쓰였을 뿐, 이들이 자신들을 반드시 '복음주의자'라고 칭했다. 그 여파로 현재 '복음주의'의 상용 의미는 신복음주의 운동의 정신에서 나타나는 사상 경향과 저통적 복음주의를 가리키는 것이나 보수적 개신교회에서는 신복음주의만을 의미한다. 대한민국의 기독교계인 개신교회와 천주교회, 정교회에서  '복음주의'라는 용어는 보수적 기독교 사상인 '신복음주의'와 '전통적 복음주의'가 혼용되어 사용하며 교단별 의미가 다르다. 보수적 개신교회 교단에서 사용하는 복음주의는 '신복음주의'를 주로 의미한다. 반면 온건적 개신교회 교단에서는 복음주의는 '전통적 복음주의'를 주로 의미한다. 정교회와 천주교회에서는 '전통적 복음주의'나 예수의 복음 자체만을 의미하기도 한다.
'복음주의'는 기독교 사상 또는 그 조류를 일컫는 말이므로 어떤 사람 또는 사건은 물론 특정 기독교 교파가 복음주의에 해당한다고 잘라 말하기가 어렵다. 그래서 복음주의자로 불리는 사람들은 다양한 기독교파에 걸쳐 존재하며, 복음주의자를 개신교 신자로 이해하던 유럽 선교학계에서도 점차 개신교회의 복음주의 운동의 영향을 받은 복음주의 천주교회(Evangelical Roman Catholics),복음주의 정교회(Evangelical Orthodox)라는 단어를 씀으로써 개신교 이외의 기독교 교파 신자들중에도 복음주의자들이 있음을 인정하고 있다.

## 한국의 복음주의

### 한국개신교회의 복음주의 정체성

#### 행동하는 신앙
개신교 평신도들은 성서를 문자적으로 해석하여 노비를 해방하거나 빚을 탕감함으로써 신앙을 실천하였다.

#### 개신교 선교사들의 기독교 복음주의 성향
한국개신교회의 다수인 장로교와 감리교는 보수적이고 열성적 성향의 선교사들이 전파하였다. 신학적 성향이 다르나 복음주의적 성향을 강조한 점은 유사하다. 그러나 장로교와 감리교의 복음주의 성향에는 차이가 있었다. 장로교는 신학자이자 선교사였던 마포삼열의 세대주의 영향으로 자유주의 신학 거부, 성경과 예수에 대한 전통적 신앙고백 보수, 대체로 성경에 대한 문자주의 해석 지지(세대주의 종말론 등)을 강조하였다. 반면 감리교는 보수적이고 열성적인 성향이 있으나 웨슬리의 전통적 복음주의와 사회복음주의 신학적 성향을 보였다. 감리교와 장로교가 복음주의를 강조했지만, 각자의 의미는 달랐다. 감리교는 현재로 보면 사회 복음적 성향과 공교회주의의 전통적 복음주의를 강조했고, 장로교는 세대주의와 보수적 개혁주의가 혼합되었고, 현재로 보면 근본주의나 신복음주의 성향을 강조하였다.
한국 개신교의 선교사들 다수가 20-30대의 청년층으로, 미국 대각성 운동의 영향을 받아 선교사로서의 삶을 결심하였으므로, 이들은 자연히 복음주의 성향을 가지고 한국에 개신교를 전파하였다. 이들은 자신들의 초교파 연합 모임의 이름에 복음주의를 처음 사용했다. "1905년 장로교·감리교 선교사들의 대한복음주의선교공의회 결성, 그리고 1912년의 개신교복음주의선교협의회 설립으로 발전되었다."
[[네이버 지식백과] 선교사 [宣敎師] (한국민족문화대백과, 한국학중앙연구원)

#### 대부흥운동
이들에 의해서 한국개신교회는 대체로 복음주의교회라고 할 수 있는 형태로 선교되었으며, 복음주의가 가지고 있던, 자유주의 신학과 구분되고 신앙 전통을 보수하려는 기독교 근본주의 성향과 병원,학원 선교 등 사회변혁적인 모습도 같이 나타나게 되었다. 선교사들의 선교는 자신들이 영향 받았던 미국 대부흥운동을 한국화한 1907년 전후의 감리교와 장로교에서의 '대부흥운동'을 통해 교회의 급격한 성장을 이루게 된다. 그러므로 한국개신교회는 일반적으로 유럽의 개신교회보다는 미국 개신교회에 가까운 모습을 가지고 있으며, 그중에서도 교단의 전통과 신학을 강하게 강조하기보다는 '삶에서 실천하는 신앙'을 강조하는 복음주의 기독교의 모습이 가장 두드러진 공통점으로 나타난다. 그 가장 대표적인 사례는 외국에서는 일반적이지 않은, 개신교 통일찬송가의 사용이다. 교단별 예배신학과 교리를 표현하는 교단 찬송가가 아니라, 선교사들이 처음부터 부흥주의 기독교의 색채를 띤 가사와 곡조를 담은 통일찬송가를 만들어 예배와 집회에 사용하였다.

#### 신학
신학적으로는 각기 다른 내용들을 교수하였을지라도, 실제 목회현장에서는 복음주의 성향이 일반적으로 통용되었다. 즉, 개인의 회심 체험을 중시하고, 성경말씀에 대한 충실한 신앙을 강조하며, 예수 그리스도의 십자가 대속을 강조하는 것이다. 이것은 태어나면서부터 자동적으로 세례를 받아 기독교인, 즉 사회구성원이 되는 기독교 주류사회의 명목상의 그리스도인, 문화적 그리스도인됨과는 다른 충실한 믿음과 신앙생활을 강조하는 것이다.
그러나, 한국에서 개혁주의 신학의 순수성을 강조하는 이들은 복음주의라는 용어를 자신들이 정통 개혁교회라고 생각하는 장로교회와 다른 교단인 감리교, 성결교, 침례교 등과 구별하거나, 자신들이 생각하기에 개혁주의가 아닌 내용을 강조하는 기독교를 통칭하는 의미로도 사용하고 있다.

#### 로잔운동
국제로잔운동The Lausanne Movement http://www.lausanne.org/ 은 복음주의 진영을 대표하는 연합운동이자 선교운동으로, 1974년 스위스 로잔에서 처음 시작되었다. 대회의 시작에 있어서는 미국 침례교 복음전도자인 빌리 그래함 목사가 큰 역할을 한 것으로 알려져 있지만, 실제로 가장 영향력 있는 결과물인 '로잔 언약'(1974)은 영국의 성공회 사제 존 스토트(John Stott)의 영향이 지대한 것으로 알려져 있다. 한글전문보기: 로잔언약은 당시 선교의 목적을 인간화(Humanization)로 상정하고, 심지어 선교 모라토리엄을 선언하기까지 했던 WCC의 활동에 대한 반발로 시작되어 변함 없는 선교의 중요성과 복음전도의 긴박성을 강조한 것으로 평가받는다. 또한 로잔언약 5항에 복음전도 뿐 아니라 사회참여의 중요성을 강조함으로서 이후 통전적 복음 이해와 선교 개념의 발전에 지대한 영향을 미친것으로 평가받는다. 74년 이후 89년 마닐라, 2010년 케이프타운에서 총회를 개최하며 명실상부한 복음주의 진영의 대표적 연합 선교운동으로 자리 잡았다. 
한국에서도 74년 대회부터 참가자가 있었으며, '한국로잔위원회'가 조직되어 있다. 2017년부터 이재훈 목사가 5대 의장을 맡고 있다.(1대:김선도 목사, 2대:이종윤 목사, 3대:이수영 목사, 4대:이광순 목사) 이 단체 산하에 '로잔연구교수단'(단장 장훈태 백석대 교수)이 설치되어 로잔언약에 동의하는 감신, 장신, 총신, 백석, 아신(ACTS) 등 13개 신학대의 교수들, 학생들과 함께 모임이 진행되고 있다. 2024년에는 세계에서 네번째로 국제 로잔 총회가 서울(정확히는 인천 송도)에서 열렸다.

#### 세계복음주의연맹
세계복음주의연맹(World Evangelical Alliance) 역시 신복음주의 계열인 세계복음주의 연합기구인데, 한국기독교총연합회(한기총)의 유치 노력으로 2014년 9월 19-26일 서울 삼성동 코엑스에서 총회를 열릴 예정이었지만 취소되었고, 2025 WEA서울총회 조직위원회가 결성되었고 2025년 10월 27일 제 14차 총회를 서울에서 열린다.

#### 신복음주의
근본주의가 반문화, 반지성 성향을 가진 것에 비판하며 스스로를 구분한 신복음주의는 문화와 지성의 영역에서 이를 탁월하게 활용하여 복음을 전하고 신앙고백적인 문화, 연구 활동하는 것을 지지했다. 그 대표적인 사례가 미국의 풀러신학교와 크리스처니티 투데이(Christianity Today)월간지이다. 한국에서도 영국, 미국 유학 등을 통해 이런 경향의 복음주의를 접하고 한국 교회에 접목한 사례가 하용조 목사의 온누리교회(예장통합), 옥한흠 목사의 사랑의 교회(예장합동)과 같은 사례들이다. 이들 교회들은 문화활동과 각종 기독교시민운동, 기독교지성운동 등을 지원하며 크게 성장했다.

### 세계복음주의의 흐름

#### 복음주의 기독교인들의 사회참여
기독교 근본주의가 영향을 끼치는 한국 개신교 교회와는 조금 다르게, 신복음주의 계열인 세계 복음주의운동은 경쟁지상주의 곧 신자유주의 또는 세계화로 인한 양극화 문제 뿐 아니라 탐욕으로 인한 환경파괴, 착취와 인권 문제의 급증으로 인한 호소를 예의주시해왔으며, 복음주의 신학에 뿌리를 두는 사회실천의 방향과 원칙을 고민해왔다. 그 한 결과가 제3차 로잔대회인 케이프타운 대회에서 발표된 '케이프타운 서약(2010)이다. 이 서약의 기안자는 세계복음주의의 교황으로 일컫는 존 스토트 사제의 후임자인 크리스토퍼 라이트이다. 그는 영국성공회 또는 잉글랜드 성공회 복음주의자로, 구약성서 신학을 전공한 신학자이며 선교사 경력을 가진 이로서, 자신의 경험과 신학적 통찰을 표현한 '하나님의 선교'(IVP)와 케이프타운 서약문을 통해서 로잔언약이 기초를 놓은 '복음전도와 사회참여의 양날개, 동시성'이라는 강조점을 성서학으로써 더욱 심화하여 서술하였으며, 구체적인 실천 영역과 행동 지침들을 서약문에 언명하였다.
| “ | "율법과 예언서, 시편과 지혜서, 예수님과 바울, 야고보와 요한이 증거한 대로 모든 하나님의 백성들도 가난한 자들을 위해 정의를 실천하는 가운데 하나님의 사랑과 공의를 드러내라는 명령을 동일하게 받았다.(주29) 가난한 자들에 대한 이러한 사랑은, 우리가 자비와 긍휼을 베푸는 것만이 아니라, 가난한 자들을 억압하고 착취하는 모든 것들을 폭로하고 반대하는 행위를 통해 정의를 실천할 것을 요구한다. "우리는 악이 존재하는 모든 곳에서 악과 불의를 고발하는 것을 두려워하지 말아야 한다.(주30) 이러한 점에서 우리는 하나님의 열정을 함께 나누고, 하나님의 사랑을 구현하며, 하나님의 성품을 반영하고, 하나님의 뜻을 행하는 데 실패했음을 부끄러움으로 고백한다. 우리는 소외되고 억압받는 자들과의 연대 책임과 그들을 응원하는 것을 포함해 정의를 촉진하는 일체의 사역에 새롭게 헌신할 것을 다시 한 번 다짐한다. 우리는 성령의 능력과 지속적인 기도로 십자가와 부활의 승리를 통해서만 이루어질 수 있는 영적 전쟁의 차원에서 악에 대항해야 할 필요성을 인식한다."_케이프타운 서약 중 | ” |

.

#### 복음주의 사회운동의 의미
이러한 구체적인 언급은 비록 제2차 바티칸 공의회의 사목헌장, 콜롬비아 메델린 회의문서등에 나온 로마가톨릭교회의 사회교리만큼 분명하게 사회구조악의 실체와 원리, 행동지침을 명시하는 것까지에 이르지는 않았을지라도, 현대 복음주의자들에게 비단 협소한 의미의 복음전도와 선교, 즉 예배당과 세례교인이 증가하는 것만으로는 성서가 확증하는 '온전한 복음화'를 이룰 수 없을 뿐 아니라, 불의한 사회에서는 기본적인 복음전도 자체도 위기에 처하게 된다는 것을 자각한 것이다.

#### 복음주의 연맹
세계교회협의회(World Council of Churches)가 표방하는 에큐메니컬 신학과 대별되는 지점에 자리매김하는 세계복음주의연맹도 세계교회협의회 제10차 부산총회가 발표한 선교선언문의 대요에 공감을 표했다. 즉, 세계교회협의회가 지적하고 비판하고 있는 온전한 복음화의 걸림돌이 되는 세계 문제, 사회 문제에 복음주의자들이 어떻게 신앙을 실천하고 복음을 증거해야하는지 인지하고 있다는 말이다.
즉, 이제 세계복음주의도 협소한 의미의 신복음주의적 복음전도의 한계를 직시하고 있으며, 그 본래 복음주의 전통의 한 흐름이기도 했던 사회변혁운동의 중요성 역시 인정하고 있는 것이다. 그러나 이 사회 참여는 어디까지나 성서가 확증하는 사회적 약자의 권리(사회권)를 위한 활동인 것이며, 교회의 이기적인 이권 주장이나 정치 사상이 교회를 이용하는 것과는 구별되어야 한다.

### 학생들을 대상으로 한 복음주의 운동
한국전쟁이후 CCC, IVF, 성서유니온선교회 등의 외래 선교단체들과 자생적인 기독교 단체들은 성서공부,제자훈련등으로 복음주의 운동의 뿌리를 심었으며, 이승장 목사 등 활동가들의 열정적이고 헌신적인 사역에 의해 한국의 복음주의 운동은 발전하였다.

### 사회문제들에 대한 무관심
하지만 1980년대까지 복음주의는 정치적, 사회적 중립이라는 구실로 군부독재로 인한 인권침해, 개발독재로 인한 빈부의 격차등의 사회구조적 문제들에 관심을 갖지 않았으며, 성서공부와 전도에만 관심을 보이는 문제를 갖고 있었다. 교회밖에서는 민중들의 사람으로서의 존엄성과 생존권을 위협하는 구조적인 악이 벌어지고 있는데도, 한국의 복음주의 교회들은 이에 전혀 관심을 갖지 않았던 것이다. 일부 복음주의 기독교인들이나 개신교 목사들은 1980년대 민중들의 민주화 운동을 국가폭력(실례가 광주학살)으로 억압하는 전두환 군부독재정권을 하나님의 이름으로 찬성했으며, 기독교 사상에 따라 군부독재치하에서의 인권침해 및 빈부의 격차 문제에 관심을 갖는 기독교인들을 '정치 기독교인'이라고 부르면서 간접적으로 비난하기도 하였다.

### 복음주의와 사회참여
1974년 스위스 로잔에서는 신복음주의적 신앙고백인 로잔언약이 작성되었다. 로잔언약은 사회구조적 죄와 그로 인한 빈곤에 대한 교회의 예언자적 역할, 투명하고 정직한 복음전도, 교회의 섬김의 공동체로서의 책임등을 강조한다.
실례로 로잔언약의 일부를 발췌하면 이렇다.
| “ | 우리는 하나님이 모든 사람의 창조자이신 동시에 심판자이심을 믿는다. 그러므로 우리는 인간 사회 어디서나 정의와 화해를 구현하시고 인간을 모든 종류의 압박에서 해방시키려는 하나님의 권념(眷念)에 참여하여야 한다. 사람은 하나님의 형상으로 창조되었기에 인종, 종교, 피부색, 문화, 계급, 성 또는 연령의 구별 없이 모든 사람이 타고난 존엄성을 지니고 있으며, 따라서 사람은 서로 존경받고 섬김을 받아야 하며 누구나 착취당해서는 안 된다. 이 점을 우리는 등한시하여 왔고, 또는 종종 전도와 사회 참여가 서로 상반되는 것으로 잘못 생각한데 대하여 참회한다. /5.그리스도인의 사회적 책임 (사도행전 17:26, 31, 창세기 18:35, 이사야 1:17, 시편 465:7, 창세기 1:26, 27, 야고보서 3:9, 레위기 19:18, 누가복음서6:27, 35, 야고보서 2:14-26, 요한복음서3:3, 5, 마태복음서5:20, 6:33, 고린도후서3:18, 야고보서2:20) | ” |

따라서 한국교회에서도 개인의 심리적 안정과 저 세상만 찾지 말고, 복음을 사회적으로 실천하고자 하여야 한다는 반성의 목소리가 나오게 되었는데, 그 근거로 복음주의 신학자 김회권은 《청년설교》(복있는 사람)에서 복음주의란 정치와 사회에 대한 무관심이 아니라, 오히려 예수 그리스도의 하나님나라 복음으로 반(反)복음적인 사회문제들에 저항하는 것이라고 말한다.깨어있는 복음주의 기독교인들에 의해 사회참여 기독교 월간지《복음과 상황》(복음과 상황 刊)이 만들어졌는데, 이랜드 비정규직 해고노동자들의 복직투쟁, 저임금으로 착취당하는 비정규직 청소노동자들의 이야기 등 마이너리티들의 이야기가 실렸다.

## 복음주의의 경향

### 가브리엘 패커의 분류
미국 연합 그리스도의 교회의 복음주의 신학자인 가브리엘 패커는 복음주의를 다음과 같이 구분하였다.
1. 근본주의: 성서무오설이 ‘신앙적 신실성의 표준이며, 모든 종교적, 세속적 근본주의를 특징짓는 논쟁적이고 분리적인 성향’을 가지고 있다. 근본주의 운동은 일반적으로 비정치적이지만, 우익의 정치적 대의와 연합할 수도 있다. (한국과 미국의 보수적 복음주의가 이에 해당함.)
2. 舊복음주의: 종교적 감성이 강조되는 복음주의.‘개인적인 중생의 체험과 대중적 복음전도 운동을 통한 회심의 표현’이 강조된다.
3. 新복음주의: ‘신앙의 사회적 의의와 변증적 설득력’에 대한 강조.칼 헨리가 여기에 해당함.
4. 정의와 평화 복음주의: 성서와 기독교 전통에 근거한 사회참여와 변혁을 강조하는 진보적 기독교 사상이다. 로널드 사이더, 짐 월리스, 고 대천덕 성공회 사제, 존 스토트 사제 등이 이에 해당하는데, 이들은 그리스도 교인들의 사회와 정치에 대한 무관심을 내세지향적인 신앙, 복음주의 전통에서의 이탈이라고 비평하고 그리스도 신앙의 사회적 실천을 중요하게 여긴다.
5. 은사적 복음주의: 성령에 의한 ‘방언, 치유, 축제적인 예배’등을 강조한다.
6. 에큐메니컬 복음주의: 복음주의가 ‘좀 더 넓은 기독교 공동체와 관련을 맺도록 하는 데’ 관심이 있다. 특별히 중요한 점은 ‘공통된 사회적 관심사에 있어서 주류 교단들과 협력한다.’는 점이다. 세계교회협의회에서 활동한 에큐메니컬 운동가레슬리 뉴비긴 르네 빠딜라가 이에 해당한다.

### 목창균의 해석
서울신학대학교 목창균 교수는 복음주의의 경향을 다음과 같이 구분한다.
1. 고전적 복음주의: 종교개혁전통에 충실한 복음주의. 흔히 '죽어가는 교회'라고 편견을 갖고 보기 쉬운 유럽의 개신교회가 고전적 복음주의에 해당한다. 그 근거로 서울신학대학교 이신건 교수는 독일의 개신교 신자들은 성서와 종교개혁 전통을 철저하게 존중하는 고지식한 신앙생활을 한다고 주장함으로써 성서와 전통에 근거한 신앙생활보다는 주관적 종교경험에 의존하는 한국의 개신교회를 논박한다.[39]
2. 경건주의적 복음주의: 종교개혁 전통에 경건주의, 청교도운동 그리고 18세기의 대 각성운동의 경험적 강조점을 결합시킨다. 경건주의적 복음주의자는 성령의 변화시키는 능력과 회심 및 거룩한 삶을 강조함으로써 부흥, 사회개혁, 고상한 삶을 촉진한다. 18세기 영국에서 활발하였던 감리교의 복음주의 운동이 이에 해당한다.
3. 근본주의적 복음주의: 기독교 근본주의자들이 진보적 기독교인들과 투쟁하면서 형성된 복음주의. 근본주의자와 제2차 세계 대전 이후 출현한 신복음주의자가 여기에 속한다. 신복음주의는 근본주의적 복음주의와 따로 구분하는 경우도 많으며 진보적 신학, 가톨릭, 정교회에 배타적이지만은 않다.
4. 진보적 복음주의: 현대적 의식을 가지면서도 기독교의 전통에 충실하다. 짐 윌리스, 로널드 사이더처럼 성서의 사회적 정의사상을 실천하는 기독교인들이 여기에 해당한다.

## 복음주의와 개혁신학의 상관성
안명준 교수가 번역한 논문 "개혁신학과 복음주의의 상관성"(리차드 갬블)에 나와있는 글을 소개한다.
개혁신학과 복음주의 신학 사이의 긴장이 있다.
A. 운동에 있어서 유사성과 차이성
1. 신학적 유사성
개혁주의 고백서들은 복음주의의 중요한 신학적 핵심을 지지한다. 이 점에서 복음주의와 개혁주의 신학은 동의한다. 복음주의와 개혁주의 신학은 예수 그리스도를 믿는 고백이 한 개인의 삶에 영향을 주어야 한다. 우리가 개인주의적 경건이라고 부른 것이 두 운동의 신학에서 중요하다.
2. 교회와 국가에 대한 태도에 있어서 유사성
일반적으로 두 운동은 교회와 국가의 분리를 주장한다. 복음주의 신학은 교회와 국가의 분리에 대한 방어 거점이다. 개혁주의 전통은 교회와 국가의 분리에 관한 문제에 강하게 주장하지 않으며, 교회는 법인자격으로 정치적인 분야에 참여하는 것에 삼가야 한다고 제안한 그래함 메천으로부터 그 견해를 지지 받는다. 그가 확신하는 것은 웨스트민스터 신앙 고백서 31장 4 조항과 일치한다. 메첸이 믿는 것은 개개인 기독교인들은 국가 법를을 준수하지만 정치에 개개인 기독교인들은 신앙의 행위에서와 정치에 참여하는 것과 공동체 교회 기구가 정치에 참여 하는 것 사이에 강한 구별이 있어야 한다고 주장하였다.
3. 경건과 개인주에 있어서 차이점
그러나 개혁주의 신앙고백서들은 근본주의적이며 복음주의적이지 않다. 개혁주의 신앙고백서 복음주의가 아닌 이유들 가운데 하나는 신앙고백서들이 신학과 삶 사이에 특별한 관계를 분명하게 진술하기 때문이다. 개혁주의 신학은 경건에 대하여 재한된 개념을 가지고 있지 않고 그것은 오르지 개인들에게만 관계한다. 재세례파와는 대조적으로 개혁주의 신학은  예수 그리스도는 중보자의 왕권으로 정치적, 문화적 그리고 교육적인 것을 포함한 삶의 모든 영역에서 주권을 가지고 있다고 주장한다.

## 비판
- 미국의 복음주의 신학자인 마이클 호턴은 《미국제 복음주의를 경계하라》(Made in America?,김재영 옮김,나침반)에서 미국 복음주의를 이렇게 비판한다. 미국 복음주의로부터 많은 영향을 받고 있는 한국 복음주의의 문제이기도 하다.
- 주관적 신앙: 하나님의 말씀인 성서에 근거한 신앙이 아닌 개인의 주관적 경험에 근거한 신앙.
- 개인주의: 사회에서의 소수자들과 약자들에 대한 교회의 배려가 없음.
- 종교적 감성만 중요하게 여길 뿐이지, 교리와 신학을 하찮게 여긴다.
- 소비자 신앙: 하나님의 말씀, 그리스도의 복음을 전하는 것이 아니라 교인들의 욕구에 맞는 종교서비스를 제공한다.

현대에 복음주의는 대부분 진화를 비롯한 명백한 과학적 사실들을 인정하는 유신진화론을 받아들이지만, 근본주의에 관계된 일부 교회들과 이에 영향을 받은 일부 한국교회는 과학적 사실을 부정하고 창조과학 같은 사이비 과학을 지지하는 문제점을 안고 있다. 이러한 문제점만을 나열하자면
- 현실 부정: 진화와 같은 명백한 현상들을 부정한다.
- 유사 과학: 제칠일 안식교와 통일교에서 기반한 유사과학인 창조과학을 비롯, 다양한 사이비 과학들을 전파한다.

물론 유신진화론이 보급된 다수의 복음주의 교회는 위의 문제를 가지고 있지는 않다.

## 미국에서 가장 영향력 있는 복음주의자 25인
Time지가 2005년 2월 7일자 특별 기획에서 선정한 “미국에서 가장 영향력 있는 복음주의자 25인” 목록이다. 이 리스트는 복음주의계 내 학계, 정치, 미디어, 목회 등 다양한 분야에서 영향력을 행사한 인물들을 포함하고 있다.
- Howard & Roberta Ahmanson – 자선 활동가, 필드스티드 재단
- David Barton – 역사·교회-국가 관계 활동가, WallBuilders
- Douglas Coe – Fellowship Foundation 실무 책임자 (“Stealth Persuader”)
- Charles Colson – Prison Fellowship 설립자
- Luis Cortés Jr. – 히스패닉 커뮤니티 리더, Nueva Esperanza
- James Dobson – Focus on the Family 창립자, 문화 전사
- Stuart Epperson – Salem Communications 공동창립자
- Mike Gerson – 백악관 연설문 작성가
- Billy Graham & Franklin Graham – 전설적 전도자 부자
- Ted Haggard – National Association of Evangelicals 회장
- Bill Hybels – Willow Creek Community Church 설립자
- T.D. Jakes – The Potter’s House 주교, 오락 성향 전도자
- Diane Knippers – Institute on Religion and Democracy 대표
- Tim & Beverly LaHaye – ‘Left Behind’ 저자 & Concerned Women for America 창립자
- Richard Land – SBC의 워싱턴 로비스트
- Brian McLaren – ‘Emerging Church’ 운동의 선구자
- Joyce Meyer – 펜테코스탈 설교자, 미디어 사역 중심
- Richard John Neuhaus – ‘First Things’ 편집자, 신학자-로비스트
- Mark Noll – 역사학자, Wheaton Center 창립자
- J. I. Packer – ‘Knowing God’ 저자, Christianity Today 편집자
- Rick Santorum – 상원 의회 대표 및 보수 정치인
- Jay Sekulow – American Center for Law & Justice 설립자
- Stephen Strang – Charisma Media 발행인
- Rick Warren – ‘The Purpose Driven Life’ 저자, Saddleback 교회 목사
- Ralph D. Winter – 선교 전략 사역자, Frontier Mission Fellowship 설립자

## 주요 인물
- 존 웨슬리
- 빌리 그레이엄
- 존 스토트
- 마틴 로이드 존스
- 모라비안 교인들-18세기 보헤미아에서 등장한 복음주의자들

## 같이 보기
- 신복음주의
- 근본주의
- 신근본주의
- 개혁주의
- 데이비드 베빙턴 (en)

## 참고문헌
- 고레고리 A. 보이드 $ 폴 R. 에디, 복음주의 신학논쟁, 박찬호 옮김 (CLC, 2014)
- 스텐리 J. 그렌츠, 복음주의 재조명 , 전대경 옮김 (CLC: 2013)
- 데이비드 베빙톤, 영국의 복음주의 1730-1980, 이은선 옮김 (한들: 1998)